# コーエーテクモウェーブ
株式会社コーエーテクモウェーブは、ゲームセンターなどのアミューズメント施設の運営等を行う企業。コーエーテクモホールディングスの完全子会社である。

## 沿革
- 1993年1月18日 - テクモの子会社として、テクモソフトプロダクツ株式会社設立
- 1994年8月 - 株式会社テクモエイトに社名変更
- 2002年4月 - テクモよりアミューズメント施設運営事業を譲受
- 2004年7月 - テクモウェーブ株式会社に社名変更
- 2010年4月1日 - コーエーテクモグループの改編に伴いコーエーテクモホールディングスの完全子会社となり、社名を株式会社コーエーテクモウェーブに変更。さらに、テクモ・コーエーのメディア事業、ライツ事業、パチスロ・パチンコ事業を譲受
- 2011年4月 - メディア・ライツ事業をコーエーテクモゲームスに移管。

## 主な事業内容
アミューズメント施設運営
2025年6月現在、「テクモピア」「てくもぴあ」の店名で、栃木県、千葉県、埼玉県、神奈川県、福井県、兵庫県、山口県で13店舗を展開。2021年12月に閉店した向ヶ丘遊園店は2013年7月から、ゲームプレイ代金の決済方法を一部のメダルゲームを除いて、店内のチャージ機でポイントを購入した上でプレイする「エンベットカードシステム」へ変更したが、「エンベットカードシステム」運営会社の経営破綻に伴い、2021年4月30日限りで「エンベットカードシステム」の利用が終了した。
パチスロ・パチンコ事業
パチスロ・パチンコ向けの液晶演出部分を製作。特にパチスロは、2011年までネット向けにほぼ全機種の演出部分を製作していた。またパチンコではRioシリーズの機種である「CRぱちんこRio」（平和、2011年）などの開発実績がある。